# City Tour
City Tour es un programa de televisión chileno emitido entre los años 2009 y 2022, y posteriormente desde 2024, por 13C, la señal de televisión de cable de Canal 13, y conducido por el arquitecto, académico y locutor radial Federico Sánchez, quien compartía relato con Marcelo Comparini (voz en off, tras cámara). En City Tour, Sánchez y Comparini recorren distintas calles y lugares de Chile y el mundo, enseñando al espectador a apreciar la arquitectura patrimonial, el diseño, urbanismo y cultura popular, en forma amena y coloquial. El nombre City Tour es un anglicismo que significa recorrido turístico urbano.

## Historia
Concebido en marzo de 2009 por el periodista Marcelo Comparini y el arquitecto Federico Sánchez —quien ya había participado como invitado y panelista en dos programas conducidos por Comparini: Plaza Italia y El Lado C— originalmente el plan consistió en un programa de media hora de duración, que no tardó en ganar popularidad gracias a un enfoque espontáneo, improvisado y novedoso, contrapuesto al formato más académico o pauteado de otros programas culturales. 
Comenzaron con apenas 3 auspiciadores (entre ellos la marca deportiva Puma y la empresa fabricante de vidrios Dell'Orto), sin embargo en 2010 atrajeron nuevos auspicios, lo que permitió extender la duración del programa a 1 hora y su radio de acción a regiones. Incluso hubo oportunidad de viajar fuera de Chile para grabar un capítulo especial desde la ciudad de Chicago. Además, por esa época se adjudicaron el premio al "mejor programa del año", otorgado anualmente por el Círculo de Críticos de Arte de Chile.
En 2011, el programa viaja a Francia, donde recorrieron París y Le Mans. También, y gracias a una invitación del auspiciador Audi, visitaron la ciudad alemana de Fráncfort, lo que dio origen a dos capítulos desde el Salón del Automóvil. Ese mismo mes conocieron Madrid, donde grabaron dos capítulos de esta especie de "gira" titulada City Tour On Tour.
En 2012 se dedican de lleno a la Arquitectura de Santiago, destacando la visita a distintas embajadas como Reino Unido y Argentina, además del tradicional Club de la Unión.
En 2013 se actualiza el concepto City Tour On Tour tras recorrer la ciudad de Londres.
El 11 de julio de 2015 —y paralelamente al programa habitual en el cable— debutó una versión exclusiva para la señal abierta de Canal 13 bajo el nombre City Tour On Tour, con una temporada de 12 episodios donde recorrieron distintas ciudades de Italia (entre otras: Roma, Florencia, Milán, Génova, Venecia, Bolonia). Emitida como parte de la franja Sábado de Reportajes y en horario prime, logra muy buena sintonía, promediando 8 puntos de audiencia para cada emisión. En julio de 2016 estrenaron la segunda temporada del especial, con 12 episodios dedicados a España y un recorrido cuyos destinos incluyeron Madrid, Barcelona, Sevilla, Santiago de Compostela, Valencia, Granada, Córdoba y Toledo, entre otros. En septiembre de 2017 se estrenó una tercera temporada, dedicada a recorrer Francia, donde visitaron localidades como París, Lyon, Cannes, Marsella, Toulouse, Bordeaux y Montpellier, entre otras. En octubre de 2018 lanzaron la cuarta temporada, esta vez en Croacia. En junio de 2019 inauguran la quinta temporada, cuyo objetivo fue Inglaterra. En diciembre de 2019 presentaron la sexta y última temporada, desde Estados Unidos.
En 2020 el programa debió reestructurarse provisionalmente debido a la pandemia de COVID-19. Desde abril fue transmitido en formato cuarentena, con ambos conductores conectados mediante videoconferencia, desde sus hogares. En julio repasaron episodios de temporadas anteriores de "City Tour on Tour" y solo en diciembre retoman el formato tradicional, aunque adoptando las medidas dispuestas por la autoridad de salud.
En noviembre de 2022 Sánchez y Comparini son contratados por el canal TVN, poniendo fin al programa original, pues aunque en esta nueva casa televisiva siguieron vinculados al área cultural, es Canal 13 quien conserva los derechos para retransmisiones y también del nombre "City Tour".
En octubre de 2024 y tras su breve paso por TVN, regresan a la señal 13C con una 15.ª temporada de nuevos episodios, Donde además de capítulos estrenos que emiten actualmente en el 13C, También lo retransmiten la señal abierta Canal 13, El Canal De Noticias T13 En Vivo y La señal retro del 13, REC TV, este última, retransmiten los capítulos retro de la primera temporada del programa.

## Recepción y crítica
City Tour fue uno de los más exitosos programas culturales de la televisión chilena, como prueban sus más de 10 años al aire, diversos galardones, marcas auspiciadoras y el paso desde la señal de cable a la abierta, notablemente más masiva. De hecho el especial "City Tour on Tour" alcanzó una sintonía mejor de la esperada en su debut (2015) y obtuvo financiamiento para cubrir 6 temporadas (cuyas locaciones fueron Italia, España, Francia, Croacia, Inglaterra y Estados Unidos). Sin embargo, el programa no estuvo exento de crítica especializada, como la del célebre arquitecto chileno Mathias Klotz, que lo calificó de «Arquitectura a nivel de los Teletubbies» y consideró al personaje de Sánchez como «verborrágico e hiperventilado» (en Chile, exagerado).

## Equipo de producción
El equipo realizador del programa está compuesto por: 
- Federico Sánchez (animación y conducción; producción ejecutiva, dirección)
- Marcelo Comparini (conducción, tras cámaras; producción ejecutiva, dirección)
- Francisco Mendoza (montaje y posproducción, dirección)
- Pablo Ampuero (cámara y sonido, dirección).[25]